# Dedé Paraizo
Wilder Benedito Paraizo (Belo Horizonte, 11 de outubro de 1958) é cantor, compositor e violonista. Desde 2005 integra o conjunto Demônios da Garoa como vocal e tocando violão 7 cordas, além de compor muitas das canções do Grupo. Dedé Paraizo tem mais de 180 músicas gravadas pelos mais variados artistas. Entre seus sucessos estão “Coral de Anjos (Grupo Sensação), “Pela estrada” (Sérgio Reis), "Juliana" (Araketu), "Papel Principal" (Zeca Pagodinho), "Só Falta Você" (Alcione), "Jogo de Azar" (Só Pra Contrariar) , "Tutu à Mineira" (Jair Rodrigues), "Princesa" (Zezé Di Camargo e Luciano), entre outros. Além das músicas, Dedé também faz trilhas sonoras para reportagens do Programa Globo Rural , da Rede Globo.

## Carreira Solo
Gravou seu primeiro álbum solo nos anos 1980 e outros dois nos anos 1990. Em 2006 gravou o trabalho "De todos os Paraísos". Em 2011 foi a vez do Canto Chão e o mais recente em 2016, que também ganhou a versão em DVD (Estrada do Sol), com participações especiais dos Demônios da Garoa, Cláudio Zoli, Roberto Barbosa, o Canhotinho do Cavaco e Osvaldinho da Cuíca.

## Vida pessoal
Dedé é casado desde 1987 com Cláudia Paraizo, com quem tem uma filha, Fernanda Paraizo, jornalista da TV Globo.